# 베이징 지하철 13호선
베이징 지하철 13호선(중국어 간체자: 北京地铁13号线, 병음: shísān hàoxiàn, 통칭 중국어 간체자: 城铁, 병음: chéng tiě 청티에/성철[*])은 중화인민공화국 베이징시를 운행하는 지하철로, 2호선의 북부를 우회해 〈시즈먼 역〉(중국어 정체자: 西直門, 병음: Xizhimen 서직문[*])과 〈둥즈먼 역〉(중국어 정체자: 東直門, 병음: Dongzhimen 동직문[*])을 연결한다. 거의 전 노선이 지상(고가선)을 지나가고 있어 병행하는 도로는 거의 없다. 라인 색상은 ■ 노란색이다.

## 특징
- 노선 길이: 40.5 km (영업구간)
- 표준궤선간격: 1,435mm
- 정차역수: 16개 역
- 복선구간: 전 노선
- 전기구간: 전 노선(직류 750V 제3궤조방식)
- 지상구간: 중국어 간체자: 西直门站(일본어: 西直門駅) ~ 중국어: 柳芳站(일본어: 柳芳駅)
- 주행방향: 우측통행

## 운행
- 운임은 2元이며, 추가 요금 없이 무한 환승이 가능하다.
- 동쪽행 첫 차량은 5:05에 바궈 역을 출발한다. 서쪽행 첫 차량은 5:53분에 진송 역을 출발한다. 마지막 출발 동쪽행 열차는 바궈 역을 10:25PM에 떠난다. 서쪽행 열차는 11:13PM에 진송 역을 출발한다.

## 13호선역
| 역번호 | 역이름        | 중문명   | 영문명      | 소요시간 | 운행거리 | 환승역               |
| ------ | ------------- | -------- | ----------- | -------- | -------- | -------------------- |
| 1301   | 시즈먼 역     | 西直门站 | Xizhimen    | 0:00     | 0.0      | ■ 2호선 ■ 4호선      |
| 1302   | 다중쓰 역     | 大钟寺站 | Dazhongsi   | 0:03     | 2.8      |                      |
| 1303   | 즈춘루 역     | 知春路站 | Zhichunlu   | 0:05     | 4.0      | ■ 10호선             |
| 1304   | 우다오커우 역 | 五道口站 | Wudaokou    | 0:08     | 5.9      |                      |
| 1305   | 상디 역       | 上地站   | Shangdi     | 0:13     | 10.8     |                      |
| 1306   | 시얼치 역     | 西二旗站 | Xierqi      | 0:16     | 13.2     | ■ 창핑 선            |
| 1307   | 룽쩌 역       | 龙泽站   | Longze      | 0:21     | 17.0     |                      |
| 1308   | 후이룽관 역   | 回龙观站 | Huilongguan | 0:24     | 18.4     |                      |
| 1309   | 훠잉 역       | 霍营站   | Huoying     | 0:28     | 20.5     | ■ 8호선              |
| 1310   | 리수이차오 역 | 立水桥站 | Lishuiqiao  | 0:33     | 25.3     | ■ 5호선              |
| 1311   | 베이위안 역   | 北苑站   | Beiyuan     | 0:36     | 27.6     |                      |
| 1312   | 왕징 서역     | 望京西站 | Wangjingxi  | 0:44     | 34.3     | ■ 15호선             |
| 1313   | 사오야오쥐 역 | 芍药居站 | Shaoyaoju   | 0:47     | 36.5     | ■ 10호선             |
| 1314   | 광시먼 역     | 光熙门站 | Guangximen  | 0:49     | 37.6     |                      |
| 1315   | 류팡 역       | 柳芳站   | Liufang     | 0:51     | 38.7     |                      |
| 1316   | 둥즈먼 역     | 东直门站 | Dongzhimen  | 0:53     | 40.5     | ■ 2호선 ■ 수도공항선 |

## 연혁
- 2002년 9월 28일 중국어 간체자: 西直门站～중국어: 霍营站 개통
- 2003년 1월 28일 중국어: 霍营站～중국어 간체자: 东直门站 개통

## 차량
6량이 편성된다.
- DKZ5형
- DKZ6형

### 과거 차량
- DK3형
- DK16형
- BD8형
- M형
- DKZ1형
- DKZ10형

## 같이 보기
- 베이징 지하철